# HD 18474
HD 18474，又名BD+46 669，SAO 38493、HR 885，是一颗恒星，视星等为5.47，位于銀經144.44，銀緯-10.22，其B1900.0坐标为赤經2h 53m 2.5s，赤緯+46° -10.22′ 13″。